# Prosopopee

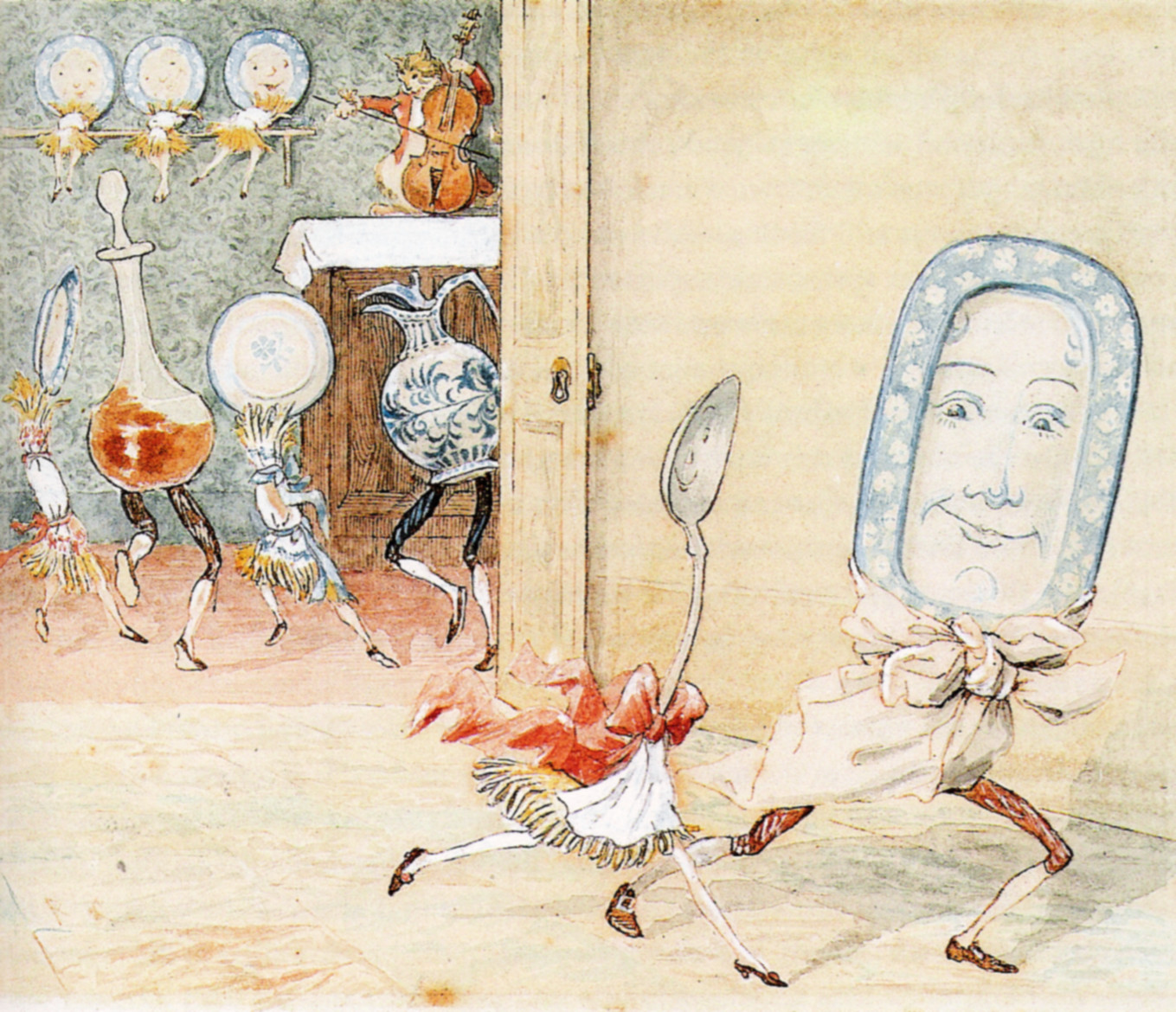
Een prosopopee.

Bij een prosopopee (ook wel sermonicatio of personificatio) legt de auteur zijn woorden, in directe rede, in de mond van een derde persoon. Dit stijlmiddel beoogt ofwel enige pathos, ofwel het tactisch voordeel dat de auteur niet de verantwoordelijkheid hoeft op te nemen voor deze woorden.
Een voorbeeld:
Nam quid putamus illos dicturos, si hoc iudicaritis? Nonne omnes hac utentur oratione: (...)
(Want wat denken we dat zij zullen zeggen, indien jullie zo zullen vonnissen? Zullen ze niet allemaal als volgt spreken: (...))